# Титов, Александр Андреевич
Алекса́ндр Андре́евич Тито́в (1878—1961) — русский химик, политический деятель, предприниматель, профессор Московского университета.

## Биография
Родился 27 августа (8 сентября) 1878 года в городе Ростове Ярославской губернии в семье местного археографа, палеографа и этнографа купца Андрея Александровича Титова (1844—1911). Поскольку в Ростове в то время не было гимназии, вместе со своим двоюродным братом он учился в немецком Петропавловском мужском училище (1889—1895) при лютеранской церкви свв. Петра и Павла в Москве. Затем он поступил на физико-математический факультет Московского университета, откуда был отчислен и выслан на родину в 1899 году за участие в студенческих волнениях. В тот же год отправился для получения образования в Германию, где окончил Лейпцигский университет. Осенью 1903 года защитил докторскую диссертацию по химии на тему отрицательного катализа. В 1904 году вернулся в Россию и в 1905 году утверждён магистром химии Советом Юрьевского университета.
Работал лаборантом в Московском университете, а с 1907 года был в нём приват-доцентом. В 1911 году в Московском университете защитил докторскую диссертацию на тему «Поглощение газов активированным углем». В 1911 году ушёл из университета в связи с «Делом Кассо». В 1911 году стал профессором химии в Московском народном университете, а после эвакуации Варшавского ветеринарного института — и там.
От отца унаследовал крупные торгово-промышленные предприятия в Ростове с филиалами в Петербурге, Нижнем Новгороде, Ярославле, домовладениями в Москве.
Стоял у истоков создания Народно-социалистической партии в 1906 году. Избирался в гласные Ростовской и Московской городской (в 1913 и 1917 гг.) дум и Ярославского губернского земства. Во время революции 1905—1907 годов сотрудничал в Оргкомитете Всероссийского крестьянского союза, агитировал в разных городах страны, оказывал материальную помощь эсерам. В 1915 году принял участие в создание союза Земгоров. В 1914—1918 годах член Главного комитета Всероссийского союза городов (организовал отдел снабжения армии лекарствами).
После прихода к власти Временного правительства в мае 1917 года принял приглашение занять пост товарища министра продовольствия А. В. Пешехонова. Возглавлял Управление по снабжению предметами первой необходимости, работал в техническом комитете. Выступал за усиление государственного контроля над экономикой. Из-за конфликта с А. Ф. Керенским, связанного с предложением того поднять цены на хлеб, в сентябре 1917 года ушёл в отставку.
Октябрьскую революцию категорически не принял. В декабре 1917 — январе 1918 член московского «Союза защиты Учредительного собрания». Вёл борьбу на юге России. В 1918 году участвовал в создании «Союза возрождения России». Как его член вёл переговоры с М. В. Алексеевым, на Ясском совещании (ноябрь 1918 — январь 1919), с представителями Антанты, А. И. Деникиным.
В 1920 году эмигрировал во Францию, где создал фирму «Биотерапия». В августе 1920 года по делу «Тактического центра» признан «врагом народа» и приговорён к расстрелу. Участвовал в деятельности «Земгоров». Создал зубную пасту «Саложил». С 1921 года преподавал на русском физико-математическом факультете Парижского университета, с 1925 года — в Русском Коммерческом институте в Париже. Член правления Русского Академического союза во Франции. С марта 1945 года член правления Объединения Русской эмиграции для сближения с Советской Россией. Был председателем Общества русских химиков в Париже.
Умер 26 декабря 1961 года в Париже, похоронен на кладбище Сент-Женевьев-де-Буа. Архивы переданы в Библиотеку Конгресса США и в музей «Ростовский кремль».